# Lubniewice
Lubniewice (Duits: Königswalde) is een stad in het Poolse woiwodschap Lebus, gelegen in de powiat Sulęciński. De oppervlakte bedraagt 12,11 km², het inwonertal 2019 (2017).

## Geschiedenis
Lubniewice wordt het eerst genoemd als vesting van hertog Przemysł II van het hertogdom Groot Polen in 1287. Een akte uit 1322 verwijst naar een nabijgelegen nederzetting van een door Duitse kolonisten genaamd Königswalde, opgericht in de loop van de Oostkolonisatie in de landstreek Neumark, in opdracht van markgraafschap Brandenburg. Het was dicht bij de grens met het Koninkrijk Polen.
Vanaf het eind van de 17e eeuw groeide de bevolking door immigratie van Poolse Broeders en Protestanten uit Silezië. Königswalde ontving in 1808 stadsrechten en werd onderdeel van de provincie Brandenburg in 1815.
Na de Tweede Wereldoorlog en het invoeren van de Oder-Neissegrens werd Lubniewice onderdeel van Polen en werden de Duitse inwoners verdreven.

## Verkeer en vervoer
- De belangrijkste ontsluiting is de provinciale weg 136.
- Lubniewice had een station aan de spoorlijn Rudnica - Kniazin. Deze lijn is in 1912 in gebruik genomen en in 1946 weer ontmanteld.

## Monumenten
- een gotische kerk, genaamd Onze-Lieve-Vrouw van de Rozenkrans, daterend uit de vijftiende eeuw. De neo-gotische toren komt uit 1882.
- een paleis uit 1793, in neoklassieke stijl herbouwd in 1846, genaamd het "Oude Kasteel"
- een monumentaal paleis in neo-renaissancestijl uit in 1909 met een neo-gotische toren, bekend als "het nieuwe kasteel".
- een paleispark uit de negentiende eeuw
- diverse oude huizen

## Partnerstad
- Schöneiche bei Berlin

## Sport en recreatie

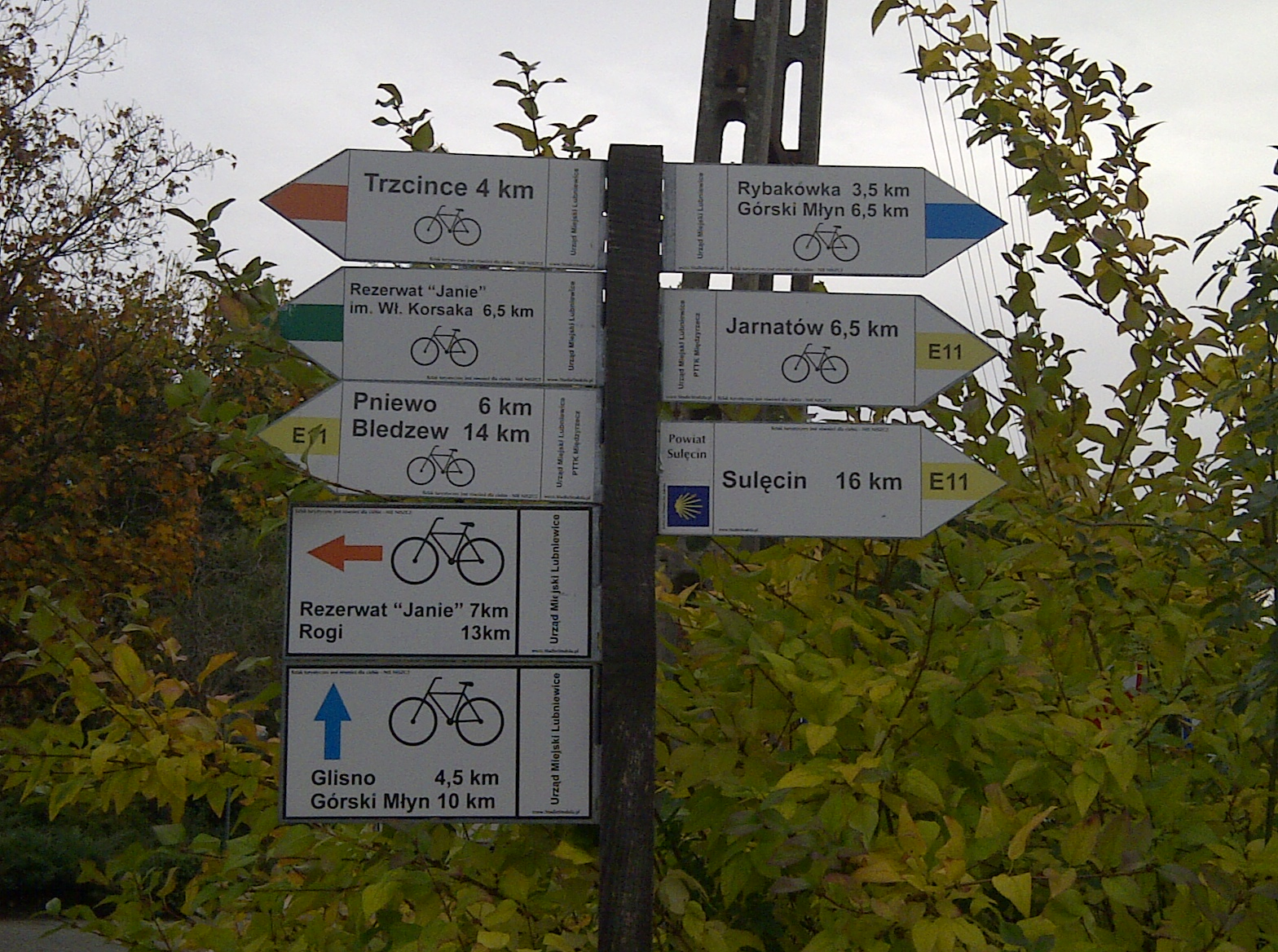
Wegwijzer in Lubniewice

Lubniewice ligt aan de Europese wandelroute E11. De E11 loopt van Scheveningen via Duitsland, Polen en de Baltische staten naar Tallinn. De route komt uit het zuiden vanaf Jarnatów en loopt verder in noordelijke richting naar Bledzew.

## Bekende personen
- Eduard Petzold (1815–1891), landschapsarchitect.